# Herbert Heidenreich
Herbert Heidenreich (Euben, 15 novembre 1954) è un ex calciatore tedesco, di ruolo centrocampista.

## Carriera
Vinse un campionato tedesco nel 1977 con il Borussia Mönchengladbach.

## Palmarès

### Club

#### Competizioni nazionali
- Campionato tedesco: 1

Borussia Mönchengladbach: 1976-1977